# Dasystole thoracica
Dasystole thoracica là một loài bướm đêm trong họ Geometridae.